# BVL Seminare
Die BVL Seminare (ehemals Deutsche Logistik Akademie (DLA)) wurde 1994 durch die Bundesvereinigung Logistik (BVL) und die Deutsche Aussenhandels- und Verkehrs-Akademie (DAV) als eigenständige Aus- und Weiterbildungseinrichtung gegründet. Seit mehr als 20 Jahren werden Fach- und Führungskräften Seminare und Zertifikatskurs in den Bereichen Logistik, Zoll und Außenhandel angeboten. Zusätzlich zu den im offenen Programm angebotenen Seminaren können die Inhalte unternehmensspezifisch angepasst und in Inhouse-Trainings vermittelt werden. 
Schwerpunktthemen im Einzelnen: 
Logistikmanagement, Supply Chain Management, Warehouse Management, Logistik-Controlling, Prozessmanagement, Recht in der Logistik, Transportmanagement, Zoll und Außenhandel.